# 石川県の観光地

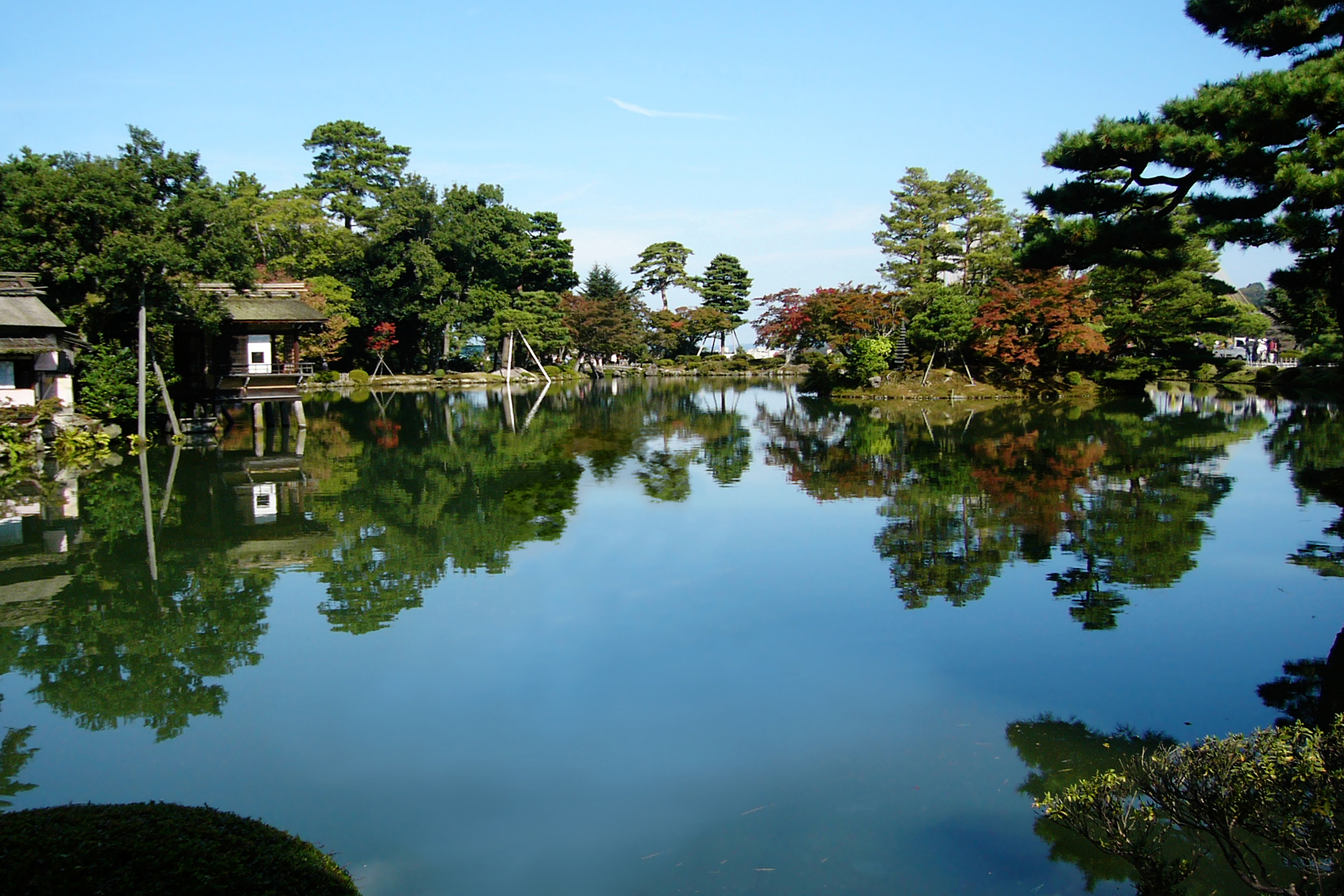
兼六園

石川県の観光地（いしかわけんのかんこうち）は、石川県内の主要な観光地に関する一覧である。

## 対象別

### 文化財等

#### 国宝建築
2020年時点、北陸地方（石川県・富山県・福井県）で唯一国宝の指定を受けている建築物が存在していない県となっている。

#### 国の名勝
- 兼六園（金沢市、特別名勝）
- 成巽閣庭園（金沢市）
- 末浄水場園地（金沢市）
- 那谷寺庫裡庭園（小松市）
- 時国氏庭園（輪島市）
- 上時国氏庭園（輪島市）
- 曽々木海岸（輪島市）
- 白米の千枚田（輪島市）

- 兼六園の雪吊
- 成巽閣
- 那谷寺
- 曽々木海岸

#### 特別天然記念物
- 岩間の噴泉塔群

#### 重要伝統的建造物群保存地区
- 東山ひがし（金沢市）
- 主計町（金沢市）
- 卯辰山麓（金沢市）
- 寺町台（金沢市）
- 白峰（白山市）
- 加賀橋立（加賀市）
- 加賀東谷（加賀市）
- 黒島地区（輪島市）

- 東山ひがし
- 主計町
- 加賀橋立
- 黒島地区

#### 重要文化的景観
- 大沢・上大沢の間垣集落景観
- 金沢の文化的景観 城下町の伝統と文化

- 大沢・上大沢の間垣集落景観

#### 重要文化財・史跡等
- 国宝
  - 色絵雉香炉（金沢市、石川県立美術館蔵）
  - 剣 銘吉光（白山市、白山比咩神社蔵）

- 重要文化財 金沢城石川門
- 重要文化財 尾山神社神門
- 重要文化財 気多大社神門
- 白山比咩神社

#### 文化施設
博物館・美術館
水族館
- のとじま臨海公園水族館

- 四高記念文化交流館
- 石川県立歴史博物館
- 日本自動車博物館
- 石川県輪島漆芸美術館

#### その他
- 世界農業遺産 能登の里山里海（七尾市、輪島市、羽咋市、珠洲市、志賀町、中能登町、穴水町、能登町、宝達志水町）

- 白米の千枚田

### 公園等

#### 国立・国定・国営公園
国立公園
- 白山国立公園

国定公園
- 能登半島国定公園
- 越前加賀海岸国定公園

- 白山国立公園（白山）
- 能登半島国定公園（見附島）
- 能登半島国定公園（能登金剛）

#### ラムサール条約登録地域
- 片野鴨池

- 片野鴨池

#### ジオパーク
- 白山手取川ジオパーク

#### 県立自然公園
- 医王山県立自然公園
- 碁石ケ峰県立自然公園
- 獅子吼・手取県立自然公園
- 白山一里野県立自然公園
- 山中・大日山県立自然公園

- 医王山県立自然公園
- 碁石ケ峰県立自然公園
- 獅子吼・手取県立自然公園
- 山中・大日山県立自然公園

#### 県立都市公園
- 健民海浜公園
- 木場潟公園
- 白山ろくテーマパーク
- 能登歴史公園
- 北部公園
- 金沢城公園
- 奥卯辰山健民公園
- 粟津公園
- 松任海浜公園
- 西部緑地公園
- 手取公園
- 本多の森公園
- 兼六園
- いしかわ四高記念公園
- 鞍月セントラルパーク
- 犀川緑地
- 大野湊緑地公園

- 健民海浜公園
- 木場潟公園
- 金沢城公園
- 本多の森公園

#### 大型公園・動物園・植物園・遊園地
大型公園
動物園・植物園・遊園地
- いしかわ動物園
- 能登町柳田植物公園
- のと蘭ノ国
- 手取フィッシュランド

- 芦城公園
- 七尾マリンパーク
- いしかわ動物園

#### 恋人の聖地
2023年時点。
- おっしょべ恋物語 / 粟津温泉
- ご縁をくくる HAKUSAN（一里野温泉 / 白山温泉郷）
- LOVE & BEACH / サンセットブリッジ内灘

- 粟津温泉
- サンセットブリッジ内灘

### 祭事・行事
- 金沢百万石まつり（金沢市）
- 加賀萬歳（金沢市）
- 加賀獅子（加賀地方）
- おかえり祭り（白山市）
- ほうらい祭り（白山市）
- お旅まつり（小松市）
- 青柏祭（七尾市）
- 能登キリコ祭り（能登半島各地）
- 奥能登あえのこと（輪島市 他）
- 能登のアマメハギ（輪島市 他）

- お旅まつり
- 青柏祭
- 能登キリコ祭り

## 地域別

### 加賀地方

#### 県央地域
- 金沢市 - 兼六園、近江町市場、東山・ひがし茶屋街、金沢城公園、成巽閣、寺町寺院群（妙立寺、大円寺、伏見寺、大蓮寺など）、金沢市立安江金箔工芸館、金沢21世紀美術館、金沢市足軽資料館、長町武家屋敷跡、尾山神社、片町、鈴木大拙館、にし茶屋街、石川県観光物産館、主計町、金沢フォーラス、金沢蓄音機館、石川県立美術館、旧加賀藩士高田家跡、石川県立歴史博物館、金沢文芸館、犀川大橋、石浦神社、武家屋敷跡 野村家、大樋美術館、加賀本多博物館、金沢温泉郷（湯涌温泉、深谷温泉、犀川峡温泉、曲水温泉、滝坂温泉）、卯辰山、寺島蔵人邸、金沢市立中村記念美術館、竪町、石川県庁舎展望ロビー、石川県立音楽堂、泉鏡花記念館、浅野川大橋、金沢港いきいき魚市、石川県金沢港大野からくり記念館、いしかわ四高記念公園、室生犀星記念館、石川県立伝統産業工芸館、金沢市老舗記念館、大乗寺、加賀友禅伝統産業会館、箔巧館、金沢南総合運動公園バラ園、医王山、小立野寺院群（鶴林寺、天徳院、宝円寺、経王寺など）、健民海浜公園、玉泉園、尾崎神社、末浄水場園地、前田家墓所、金沢能楽美術館、四高記念文化交流館（石川近代文学館、四高記念館)、石川県政記念しいのき迎賓館、石川県銭屋五兵衛記念館、石川県自然史料館、徳田秋聲記念館、前田土佐守家資料館、金沢百万石まつり、風と緑の楽都音楽祭（旧・ラ・フォル・ジュルネ金沢）、湯涌ぼんぼり祭り、かなざわアニメソングフェス、百万石音楽祭〜ミリオンロックフェスティバル〜
- かほく市 - 七塚中央公園、上山田貝塚、石川県西田幾多郎記念哲学館、道の駅高松
- 内灘町 - 内灘大橋（サンセットブリッジ内灘）、内灘町総合公園、内灘海水浴場、世界の凧の祭典、小濱神社秋季祭礼
- 津幡町 - 石川県森林公園、倶利伽羅古戦場跡

- 長町武家屋敷跡
- 天徳院
- 近江町市場
- 石川県立美術館
- 湯涌温泉

#### 石川地域
- 白山市 - 白山比咩神社、松任海浜温泉、白山国立公園、石川県ふれあい昆虫館、手取峡谷、若宮公園、手づくり木工館もく遊りん、石川県林業試験場樹木公園、獅子吼高原、白峰温泉、美川温泉、パーク獅子吼、金剱宮、白山温泉郷（白山一里野温泉、河内千丈温泉、中宮温泉、白山杉の子温泉、新岩間温泉）、白山恐竜パーク白峰、姥ケ滝、徳光海水浴場、松任総合運動公園、鳥越城、若宮八幡宮、中川一政記念美術館、白山市立博物館、石川ルーツ交流館、石川県立白山ろく民俗資料館、バードハミング鳥越、吉野工芸の里、白山一里野温泉スキー場、白山セイモアスキー場、白山白川郷ホワイトロード、道の駅瀬女、道の駅めぐみ白山、道の駅一向一揆の里、おかえり祭り、ほうらい祭り、雪だるま祭り、白山まつり、全国ソーラーラジコンカーコンテストin白山
- 野々市市 - 御経塚遺跡、野々市じょんからまつり

- 中宮温泉
- 白峰温泉
- ほうらい祭り

#### 南加賀地域
- 小松市 - 那谷寺、こまつの杜、石川県立航空プラザ、加賀温泉郷のうち粟津温泉、小松城址、芦城公園、安宅の関、木場潟公園、日本自動車博物館、ハニベ大仏、安宅住吉神社、小松天満宮、多太神社、苔の里、宮本三郎美術館、旧石川商銀小松支店、山本久次商店、加賀 伝統工芸村 ゆのくにの森、サイエンスヒルズこまつ、赤瀬温泉、道の駅こまつ木場潟、お旅まつり、小松基地航空祭、菖蒲湯祭り、日本こども歌舞伎まつりin小松
- 加賀市 - 月うさぎの里、加賀温泉郷のうち山中温泉・山代温泉・片山津温泉、鶴仙渓、あやとり橋、こおろぎ橋、柴山潟、越前加賀海岸国定公園（片野鴨池、北潟湖など）、医王寺、中谷宇吉郎雪の科学館、栢野大杉、魯山人寓居跡いろは草庵、温泉寺、尼御前岬、加佐ノ岬、九谷焼窯跡展示館、愛染寺、日本折紙博物館、加賀橋立、北前船の里資料館、MooMooまきば、源泉公園、片野海水浴場、大聖寺陣屋、大聖寺川、石川県九谷焼美術館、深田久弥山の文化館、山中温泉芭蕉の館、大聖寺温泉、加賀三谷温泉、道の駅山中温泉 ゆけむり健康村、菖蒲湯祭り、竹割り祭り、ぐず焼き祭り、こいこい祭り、九谷茶碗まつり、十万石まつり
- 能美市 - いしかわ動物園、手取フィッシュランド、松井秀喜ベースボールミュージアム、辰口丘陵公園、辰口温泉、能美古墳群、秋常山古墳群、道の駅しらやまさん
- 川北町 - 北國大花火川北大会

- 安宅の関
- 山代温泉
- 山中温泉
- 片山津温泉

### 能登地方

#### 中能登地域
- 七尾市 - のとじま臨海公園水族館、和倉温泉、七尾城址、能登島・能登島大橋、能登食祭市場、別所岳、辻口博啓美術館、石川県能登島ガラス美術館、中能登農道橋、能登演劇堂、白崎公園、一本杉通り、ひょっこり温泉島の湯、湯川温泉、七尾湾、のと蘭ノ国、能登国分寺跡、赤蔵山、須曽蝦夷穴古墳、赤崎温泉、石川県七尾美術館、のと里山里海ミュージアム、和倉昭和博物館とおもちゃ館、中島お祭り資料館・お祭り伝承館、道の駅のとじま、道の駅いおり、道の駅中島ロマン峠、青柏祭、石崎奉燈祭、チョンコ山祭（チャンチキ山祭）、お熊甲祭、向田の火祭り、七尾祇園祭、七尾港まつり、互市祭、塩津かがり火恋まつり、新宮納涼祭、新宮祭、六保祭、モントレー・ジャズフェスティバル・イン・能登
- 羽咋市 - 気多大社、コスモアイル羽咋、妙成寺、千里浜なぎさドライブウェイ、千里浜海岸、永光寺、正覚院、道の駅のと千里浜、鵜祭り、唐戸山神事相撲、川渡し神事、平国祭（おいで祭）、七面様祭
- 志賀町 - 松尾神社、世界一長いベンチ、能登金剛、増穂浦海岸、松尾寺、旧福浦灯台、アリス館志賀、道の駅ころ柿の里しか、道の駅とぎ海街道、八朔祭り、堀松綱引き祭、県下太鼓打競技大会
- 中能登町 - 不動滝、石動山、雨の宮古墳群、能登上布会館、道の駅織姫の里なかのと
- 宝達志水町 - 千里浜なぎさドライブウェイ、喜多家、岡部家、末森城跡、モーゼの墓

- 七尾城址
- 千里浜なぎさドライブウェイ
- 禄剛埼灯台
- 和倉温泉

#### 奥能登地域
- 輪島市 - 白米千枚田、住吉神社、輪島朝市、垂水の滝、大沢・上大沢の間垣集落景観、輪島漆芸美術館、琴ヶ浜海岸、曽々木海岸、總持寺祖院、輪島温泉、永井豪記念館、鴨ヶ浦、舳倉島、キリコ会館、上時国家、下時国家、黒島地区、阿岸本誓寺、輪島漆器会館、天領北前船資料館、ねぶた温泉、道の駅千枚田ポケットパーク、道の駅輪島、道の駅のと里山空港、奥能登あえのこと、能登のアマメハギ、ぞんべら祭、もっそう祭、輪島大祭、門前祭り（ごうらい祭り）、浦上祭り、名舟大祭、皆月山王祭、三夜踊り、曽々木大祭、天領祭、あまめはぎ
- 珠洲市 - 白山神社 (珠洲市宝立町春日野82)、禄剛崎、見附島、見附海岸、須須神社、揚げ浜塩田、禄剛崎灯台、金剛崎（聖域の岬）、ゴジラ岩、奥能登塩田村、葭ヶ浦温泉、道の駅すず塩田村、道の駅すずなり、道の駅狼煙、飯田町燈籠山祭り（お涼み祭り）、鵜島の曳山祭り、珠洲まつり、宝立七夕キリコ祭り、蛸島キリコ祭り、正院キリコ祭り、寺家キリコ祭り、的打神事、珠洲デカ曳山
- 能登町 - 恋路海岸、九十九島、千畳敷、のと海洋ふれあいセンター、真脇遺跡、海洋漁業科学館、能登町柳田植物公園、縄文真脇温泉、恋路温泉、小木とも旗祭り、あばれ祭り、ござれ祭り、あまめはぎ
- 穴水町 - 能登ワイン、ボラ待ちやぐら、明泉寺、長谷部神社、能登大仏、能登鹿島駅、道の駅あなみず、雪中ジャンボかきまつり、長谷部まつり、明千寺キリコ祭り、沖波大漁祭、大町・川島祭

- 輪島朝市
- ボラ待ちやぐら